# باگاسارا
باگاسارا (به انگلیسی: Bagasara) یک منطقهٔ مسکونی در هند است که در Bagasara Taluka واقع شده‌است. باگاسارا ۳۱٬۷۸۹ نفر جمعیت دارد.